# 视黄醇结合蛋白质

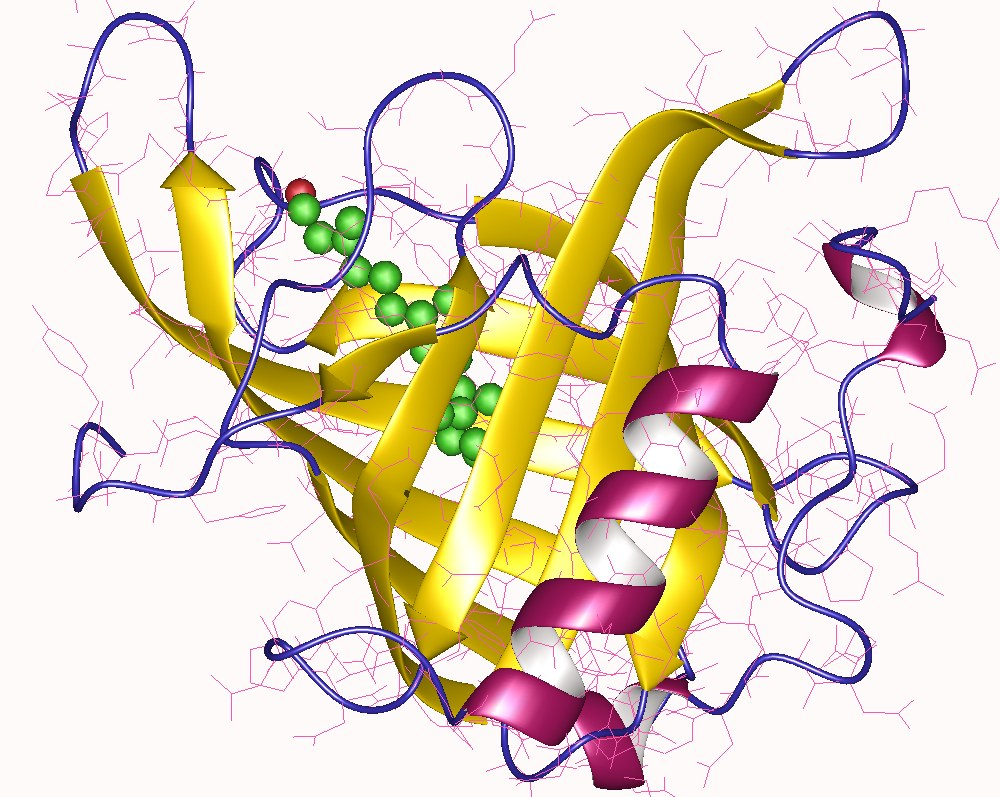
Retinol binding protein (plasma), Human.

视黄醇结合蛋白质（简称为RBP，又称为维甲醇结合蛋白质）是一具有多种功能的蛋白质家族，是结合了视黄醇的载体蛋白。对视黄醇结合蛋白质的评估在关于健康的营养学研究中被用于测定内脏蛋白质量。